# Jack & Jones
Jack & Jones ist eine 1990 gegründete dänische Modemarke für Herrenbekleidung im Segment der Konfektionsware. Sie gehört zu dem dänischen Mutterkonzern Bestseller im Besitz von Anders Holch Povlsen.

## Geschichte
Jack & Jones wurde 1990 als Denim-Marke von Bestseller gegründet, im selben Jahr auf der Modemesse in Oslo vorgestellt und mit einer ersten Filiale in Trondheim vermarktet.
2018 brachte Jack & Jones eine Plus-Size-Kollektion sowie mit Jack & Jones Junior eine Kinderkollektion auf den Markt.

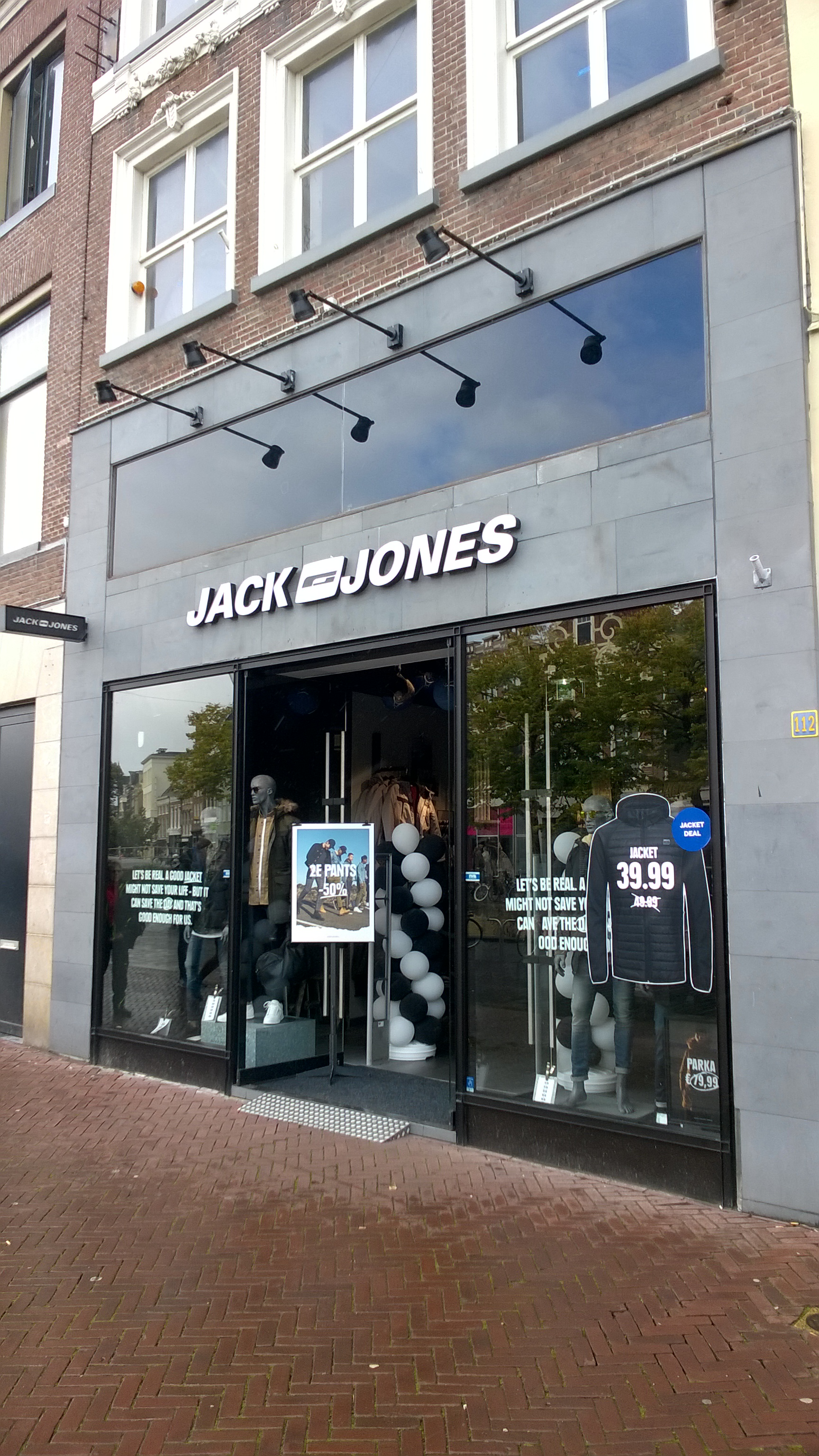
Jack & Jones-Geschäft in Leeuwarden, 2018

## Läden
In Europa betreibt Bestseller nach eigenen Aussagen über 800 Jack & Jones-Ladengeschäfte, davon 50 in Deutschland (Stand: September 2021). Außerdem wird über einen eigenen Onlineshop und den Großhandel vertrieben. Im Frühjahr 2018 hat Jack & Jones zusätzlich seinen ersten Denim-Konzeptstore in Hamburg eröffnet.
Jack & Jones ist unter anderem im Vereinigten Königreich, in Frankreich, Niederlande, Schweden, Norwegen, Finnland, Italien, Spanien, Belgien, der Schweiz, Österreich, Polen und Portugal vertreten.